# Cattedrale di San Nicola (Kuopio)
La cattedrale di San Nicola (in finlandese: Pyhän Nikolaoksen katedraali) è la cattedrale ortodossa della diocesi di Kuopio e Carelia. Si trova a Kuopio, in Finlandia.

## Storia
Con l'annessione della Finlandia da parte della Russia, in seguito alla Guerra di Finlandia (1808-1809), la città di Kuopio fu trasferita dalla sovranità del Regno di Svezia al nuovo Granducato di Finlandia (in unione personale con l'Impero russo) e vi si insediò anche una comunità ortodossa, che nel 1820 costruì la prima cappella, poi trasformata in chiesa nel 1868 e consacrata alla memoria di San Nicola.
La nuova chiesa è stata costruita in mattoni rossi tra il 1902 ed il 1903, dall'architetto Alexander Isakson, e consacrata dal vescovo di Vyborg e Finlandia Nikolai (Nalimov). Il campanile è dotato di sette campane, fuse a San Pietroburgo. L'iconostasi è stata realizzata da artisti di San Pietroburgo.
La chiesa ha subito opere di restauro in tre diverse occasioni: nel 1954, quindi nel 1965, con interventi più importanti, ed infine nel 2003-04, con il ripristino dell'aspetto originario.